# Embargo des États-Unis contre Cuba
L'embargo des États-Unis contre Cuba, également sous le terme el bloqueo qui signifie « le blocus » en espagnol, est un embargo économique, commercial et financier mis en place par les États-Unis contre Cuba qui empêche les entreprises américaines, ainsi que les entreprises organisées selon la loi américaine ou détenues majoritairement par des citoyens américains, de faire du commerce avec Cuba. Il est mis en place depuis le 3 février 1962 à la suite de nationalisations expropriant des compagnies américaines. Aujourd'hui, l'embargo est officiellement toujours en place, ce qui en fait le plus long embargo commercial de l'époque contemporaine et affecte grandement les relations entre les deux pays. Cependant, depuis 2000, les produits alimentaires sont exemptés d'embargo. Pendant la présidence de Barack Obama, les exportations de médicaments sont redevenues légales, bien qu’encore soumises à de lourdes restrictions,. Les États-Unis sont ainsi redevenus les premiers fournisseurs de produits alimentaires de Cuba et assurent entre 35 et 45 % des importations de nourriture de l'île. Le président américain Donald Trump, successeur d'Obama, met fin à cette relative ouverture et sous sa présidence 240 nouvelles sanctions sont mises en place. Neuf jours avant la fin de son mandat, il place Cuba dans la liste des pays soutenant le terrorisme.
L'embargo demeure un sujet particulièrement controversé : la controverse est notamment alimentée par l'emploi, à la place d'« embargo », du mot « blocus » par les partisans de Cuba. Ce dernier terme est parfois repris par l'Assemblée générale des Nations unies, qui a condamné en 2009 pour la 18e fois le « blocus » dans le communiqué version française et l'« embargo » dans la version anglaise, par 187 voix contre 3.
L'Union européenne est opposée à l'embargo car il affecte ses propres relations commerciales, elle soutient en revanche « un processus de transition progressif et pluraliste et qui permette d'améliorer le niveau de vie des Cubains ».
Les pertes occasionnées par l’embargo à l’économie cubaine de 1962 à 2014 s’élevaient à plus de 116 milliards de dollars selon le vice-ministre des Affaires étrangères cubain Abelardo Moreno.

## Histoire

### Contexte
Les États-Unis et Cuba ont des liens géographiques, économiques et historiques étroits. Cuba fut une colonie espagnole pendant 400 ans, et les nombreuses luttes pour l'indépendance de cette période culminèrent avec la guerre de Dix Ans (1868-1878) et la guerre d'indépendance cubaine (1895-1898). Durant ces derniers évènements, une explosion aux origines controversées détruit l'USS Maine, un navire de guerre de l'US Navy qui était alors ancré dans la baie de La Havane, causant également la mort de plusieurs hommes d'équipage. Ce drame permet aux États-Unis d'entrer dans une guerre contre l'Espagne (accusée d'être derrière un éventuel sabotage), durant laquelle un corps expéditionnaire américain de 17 000 hommes débarqua sur l'île le 20 juin 1898, appuyé en mer par la Marine. La guerre hispano-américaine se termine par la défaite des Espagnols qui sont contraints de reconnaitre l'indépendance de Cuba par le traité de Paris.
En dépit de la déclaration d'indépendance de Cuba, les Américains occupent l'île de Cuba durant cinq années qui suivent. Bien qu'ils évacuent l'île en 1902, l'amendement Platt, sous le prétexte que les États-Unis se portent garants de la constitution cubaine, leur accorde le droit d’intervenir dans les affaires de Cuba en cas « d'effondrement constitutionnel ». Afin de remplir cette mission, ils conservent donc des bases navales : Guantánamo et Bahía Honda. Les États-Unis gardèrent des rapports privilégiés avec l'île en investissant dans la production de sucre et de tabac qu'ils achetaient à bas prix, dans le tourisme ainsi qu'en concédant diverses préférences aux importations cubaines. De ce fait, Cuba considère la période qui va de 1899 à 1902 comme une occupation militaire, et celle de 1902 à 1958 comme une période néo-coloniale.
Le gouvernement des États-Unis a initialement soutenu la révolution cubaine, pensant qu'elle n'était pas d'orientation marxiste. Washington reconnait alors le nouveau gouvernement de Manuel Urrutia le 7 janvier 1959, après la fuite de Batista le 1er janvier. Cependant, les relations entre les deux États se sont très vite détériorées. Fidel Castro est désigné Premier ministre en février 1959 et opère un rapprochement avec l'Union soviétique.
Le 6 février 1959, un rapport de la Banque nationale de Cuba consigne le dépôt dans des banques nord-américaines de 424 millions de dollars américains retirés de la Banque centrale cubaine par l'entourage de Batista juste avant sa fuite. Pas un seul centime n’a été restitué par les banques américaines. Ce qui n'empêche pas, six jours plus tard le 12 février 1959, le Conseil National de Sécurité des États-Unis de refuser un crédit sollicité par la Banque Nationale de Cuba pour soutenir la monnaie cubaine.
Le nouveau gouvernement procéda à une nationalisation le 17 mai 1959 : la loi de Réforme Agraire est décrétée. Elle nationalise toute propriété de plus de 420 hectares pour les redistribuer aux paysans, aux locataires et aux sans-terre. De nombreuses propriétés appartenant à des citoyens ou des sociétés nord-américaines furent ainsi nationalisées sans compensation.
Le 24 juin 1959, le département d’État convoque une réunion pour informer qu’il « appartenait au gouvernement des États-Unis d’assumer immédiatement une position très ferme à l’encontre de la Loi de Réforme agraire et de sa mise en œuvre » et que « la meilleure manière d’atteindre le résultat nécessaire était la pression économique ». Pour la première fois est envisagée la suppression de la quote-part de sucre (voir plus bas).
Le 4 février 1960, l'Union soviétique signe un accord commercial avec Cuba.
Le 6 avril 1960, Lester D. Mallory, sous-secrétaire d’État adjoint aux Affaires interaméricaines affirma que « la majorité des Cubains soutenait Castro » et qu’il « n’existait pas une opposition politique effective », en ajoutant que « le seul moyen prévisible de réduire le soutien interne passait par le désenchantement et le découragement basés sur l’insatisfaction et les difficultés économiques (…) Tout moyen pour affaiblir la vie économique de Cuba doit être utilisé rapidement (…) : refuser de faire crédit et d’approvisionner Cuba pour diminuer les salaires réels et monétaires dans le but de provoquer la faim, le désespoir et le renversement du gouvernement ».
En avril 1960, les multinationales Esso, Texaco et Shell, à la demande du gouvernement américain, décident de limiter les exportations de combustibles vers Cuba. En mai 1960, trois raffineries (Texaco, Shell et Esso) refusent de traiter le pétrole importé d'Union soviétique. Fidel Castro les fera saisir.
Le 6 juillet 1960, les États-Unis refusent d'acheter le reliquat du quota sucrier cubain (700 000 tonnes d'une denrée traditionnellement vendue sur ce marché et vitale pour l'économie cubaine). L'URSS se porte acquéreur. Après l'échec de négociations menées avec la médiation du président argentin Arturo Frondizi (UCR), Cuba nationalise 36 centrales sucrières, les raffineries et la compagnie des téléphones.

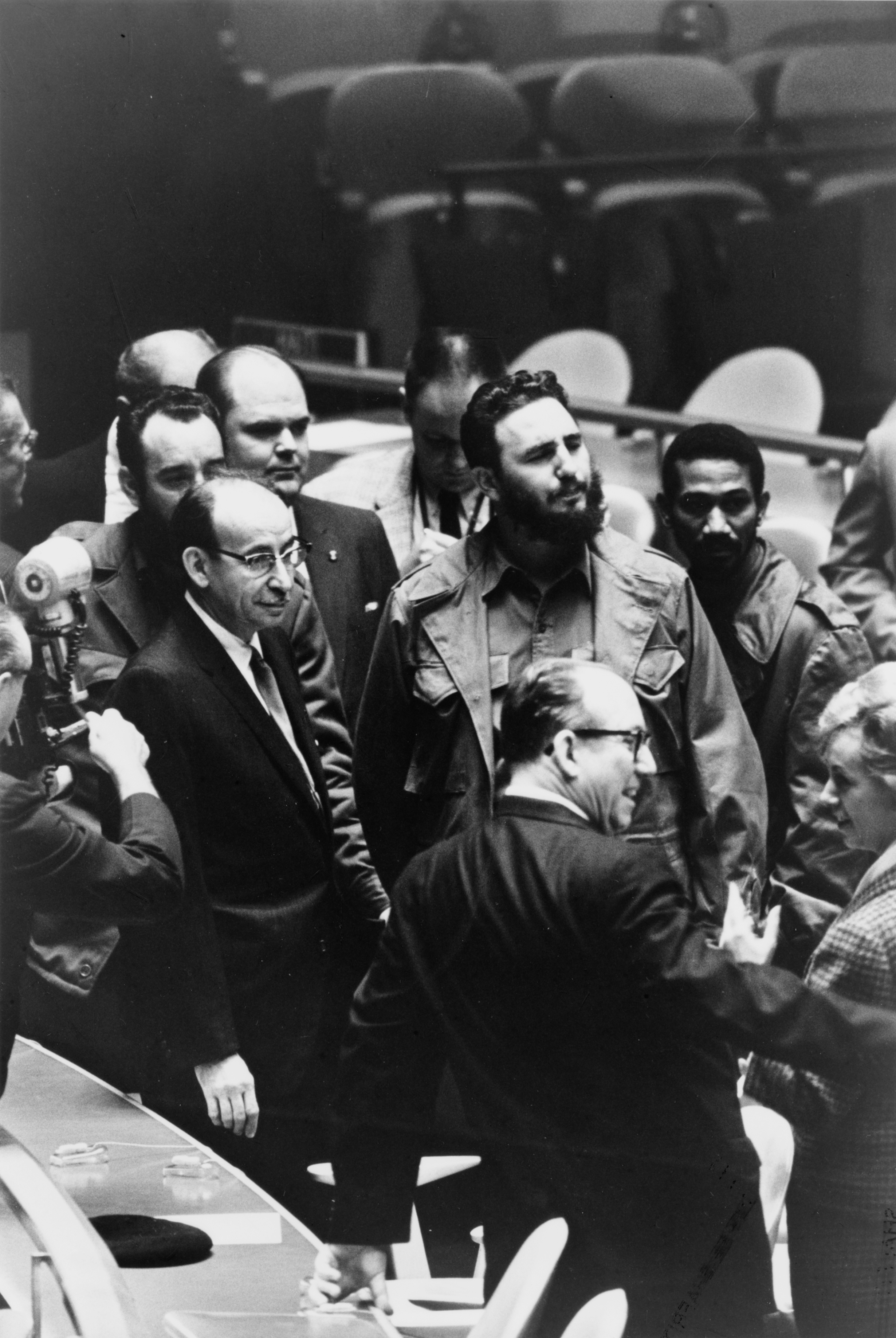
Fidel Castro à l'Assemblée générale des Nations unies le 22 septembre 1960 avec les dirigeants des autres pays.

Le 24 septembre, le gouvernement des États-Unis annonce la suspension des opérations de l'usine de nickel Nicaro, détenue par le gouvernement de ce pays.
Le 19 octobre sont promulguées des mesures générales interdisant les exportations américaines vers Cuba. Exceptions faites de la nourriture, des médicaments et des équipements médicaux qui ne sont pas couverts par des subventions.
Le 16 décembre 1960 : Eisenhower supprime totalement la quote-part de sucre cubain pour les trois premiers mois de 1961.
Le 3 janvier 1961, les États-Unis rompent leurs relations diplomatiques avec Cuba.
Le 31 mars, le nouveau président Kennedy supprime totalement la quote-part de sucre cubain sur le marché nord-américain pour l’année 1961 (3 millions de tonnes).
Avril 1961 est marqué par l'invasion de la baie des Cochons qui impliquait un raid aérien américain contre les aéroports de la Havane et Santiago suivis du débarquement de 1 500 exilés cubains formés par la CIA. Cette opération armée a été défaite en 72 heures par les forces armées cubaines.

### Embargo
Le 25 janvier 1962, l'Organisation des États américains (OEA), par 14 voix contre 6 (Argentine, Bolivie, Brésil, Chili, Équateur, Mexique), exclut Cuba. Toutes les relations commerciales, diplomatiques et aériennes entre l'île et les autres pays du continent sont rompues (sauf avec le Mexique et le Canada). L'embargo est partagé par les alliés occidentaux des États-Unis, sauf entre autres par le Canada, la France et l'Espagne. Cuba est presque totalement isolé. L'Union soviétique augmenta alors son aide financière à Cuba.
En réponse au rapprochement de Cuba et de l'Union soviétique pendant la guerre froide et à la suite de la vague de nationalisations,, le président John F. Kennedy a étendu les sanctions en élargissant le champ des restrictions commerciales. Le 3 février 1962, par l’ordre exécutif présidentiel 3447, est mis en œuvre formellement l’« embargo » total du commerce entre les États-Unis et Cuba. Kennedy a imposé des restrictions aux voyages vers l'île. Le 24 mars 1962, le département du Trésor nord-américain annonce l’interdiction de l’entrée sur le territoire nord-américain de tout produit élaboré, totalement ou partiellement, avec des produits d’origine cubaine, même dans un pays tiers. En juillet 1963 entre en vigueur le règlement pour le contrôle des actifs cubains qui interdit toutes les transactions avec Cuba et ordonne le gel des avoirs de l’État cubain aux États-Unis. En mai 1964, le département du Commerce établit l’interdiction totale des embarcations d’aliments à destination de Cuba, bien que dans la pratique celles-ci ne s’effectuaient déjà plus. Le 21 août 1975 l'interdiction faite en février 1962 aux pays de l'OEA de commercer avec Cuba fut levée après accord du président américain Gerald Ford. Les négociations avec l'URSS et les pays de l'Est pendant la Conférence sur la sécurité et la coopération en Europe à Helsinki, relatives à la libre circulation des biens, des personnes, des idées, au droit à l'autodétermination des Etats, expliquent ce geste américain.
Sous la présidence démocrate de Jimmy Carter, les Américains d'origine cubaine furent autorisés à aller à Cuba entre septembre 1977 et avril 1982.
En 1992, sous l’administration de George H. Bush (Bush père), les États-Unis adoptent la loi Torricelli, qui intensifie les sanctions en leur conférant un caractère extraterritorial, pourtant interdit par le droit international. Tout navire étranger accostant dans un port cubain se voit interdire l'entrée aux États-Unis pendant six mois. Cuba doit en conséquence payer un prix bien supérieur à celui du marché afin de convaincre les transporteurs internationaux de la livrer. La loi impose par ailleurs des sanctions à tout pays apportant une assistance à Cuba. Une clause interdit en outre aux entreprises de pays tiers de louer ou de vendre à Cuba des biens ou des services dont la technologie contiendrait plus de 10 % de composants américains, ce qui est le cas de la très grande majorité des plates-formes pétrolières et d'une grande partie des équipements de santé.
En 1996, l'administration Clinton adopte la loi Helms-Burton, qui ajoute la rétroactivité à l'extraterritorialité. La loi sanctionne toute entreprise, quelle que soit sa nationalité, qui s'installeraient sur des propriétés nationalisées après 1959. Elle permet ainsi de dissuader les investisseurs de s'installer à Cuba par crainte des représailles américaines. En 1998, Bill Clinton déclara que Cuba n’était plus une menace pour les États-Unis et assouplit l’embargo. L'interdiction des ventes alimentaires a été levée en 2000. Le montant des exportations américaines vers Cuba s’élève en 2007 à 500 millions de dollars par an.
L'administration Bush (Bush fils) impose de nouvelles sanctions en 2004. Un Américain souhaitant se rendre à Cuba doit prouver auprès du département du Trésor avoir au moins un membre de sa famille (parents, fratrie, grands-parents) vivant dans l'ile, ne peut séjourner dans l'ile plus de quatorze jours tous les trois ans (au lieu d'un voyage par an auparavant), et ne peut dépenser plus de 50 dollars par jour. En outre, les envois d'argent des Cubano-américains à un membre de leur famille sont limités à 100 dollars par mois et sont interdits si la personne est membre du Parti communiste de Cuba. De nouvelles restrictions furent également imposées à la coopération scientifique entre chercheurs américains et cubains. Les échanges entre les bibliothèques scientifiques des deux pays, la publication d'ouvrages cubains aux États-Unis, et les visas accordés aux chercheurs devinrent fortement règlementés.
En 2002 et en 2006, le gouvernement américain a fait des propositions pour arrêter l'embargo, à la condition d'une transition démocratique dans l'île. Ces propos furent alors jugés très provocateurs par le gouvernement cubain, indiquant que George W. Bush était « mal placé pour donner des leçons de démocratie ». En 2006, les États-Unis sont les premiers fournisseurs de produits alimentaires de Cuba. En 2008, entre 35 et 45 % des importations alimentaires à Cuba viennent des États-Unis, qui sont devenus les premiers fournisseurs de nourriture de l'île.

#### Présidence de Barack Obama: Assouplissement de l'embargo
Alors que le président américain George W. Bush avait renforcé l'embargo américain sur Cuba sous sa présidence, Barack Obama l'assouplit en 2008. En mars 2009, le Congrès autorise les citoyens américains d'origine cubaine à se rendre à Cuba une fois par an ; puis, le 13 avril 2009, le président annonce la fin des restrictions sur les voyages et les transferts d'argent des Américano-Cubains vers l'île. Il est alors encore interdit d'envoyer de l'argent à des membres de la fonction publique ou de l'armée cubaine. Les 1,5 million d'Américains d'origine cubaine peuvent ainsi voyager à Cuba (600 000 s'y rendent chaque année, participant à l'économie locale). En 2009, Obama libéralise les virements bancaires vers l'île (les « remesas »), supprimant notamment les plafonds (en 2008, on évalue à 1 milliard de dollars le montant de l'argent envoyé par les Américains d'origine cubaine, contre 3 milliards en 2013). Les Cubains ont également désormais le droit de quitter le pays. En 2012, les États-Unis sont le premier fournisseur de biens alimentaires et agricoles à Cuba, ces secteurs n'étant plus concernés par l'embargo. Le gouvernement américain lève partiellement en 2014 l'interdiction faite à Google de proposer ses programmes à Cuba. En octobre 2016, des mesures supplémentaires d'allègement de l'embargo sont décrétées par le président des États-Unis, Barack Obama. Ces allègements permettent davantage d'échanges dans les secteurs de la recherche, de la médecine, ainsi que dans l'importation de tabac, de rhum et dans le commerce de marchandises cubaines via un pays tiers.
En 2009, le département du Trésor des États-Unis a ordonné la fermeture de plus de 80 sites Internet qui faisaient du commerce avec Cuba.
Le 17 décembre 2014, les deux pays annoncent conjointement la reprise de leurs relations diplomatiques, impliquant un assouplissement de l'embargo américain sur Cuba. Les relations entre Washington et La Havane s'effectuent via la United States Interests Section in Havana (en) dans la capitale cubaine et Sección de Intereses de la República de Cuba (es) dans la capitale américaine. Cette reprise dure de 2014 à 2016.

#### Gouvernement de Donald Trump et ère Biden: Nouveau renforcement de l'embargo
Sous la présidence de Donald Trump, 190 sanctions sont imposées à Cuba en quatre ans, dont notamment l'interdiction des croisières américaines et les obstacles à l'envoi d'argent de leurs proches vers l'île, notamment.
Les entreprises américaines du domaine de la santé arrêtent d'envoyer des médicaments vers Cuba, de peur de représailles du gouvernement Trump. Les nouvelles lois sanctionnent toute importation de médicaments vers Cuba si au moins 10 % en est produit aux États-Unis.
L'embargo a un impact significatif sur le secteur de la santé. Près de 80 % des brevets du secteur médical sont déposés par des multinationales pharmaceutiques américaines, et Cuba ne peut donc en bénéficier. Le Haut-Commissariat des Nations unies aux droits de l'homme indique que « les restrictions imposées par l'embargo ont contribué à priver Cuba d'un accès vital aux médicaments, aux nouvelles technologies médicales et scientifiques ». L'embargo a également compromis l’opération « Miracle » : la compagnie espagnole Hola Airlines, qui transportait vers l'île des patients latino-américains atteints de maladies oculaires, a rompu le contrat qu'elle avait avec Cuba, le fabricant américain Boeing refusant d'effectuer des réparations sur ses appareils. En avril 2020, dans un contexte de pandémie de Covid-19, les États-Unis font bloquer un envoi chinois de matériel médical à destination de Cuba par le biais de l'embargo, puis menacent de durcir les sanctions, critiquant sévèrement les missions médicales cubaines à l'étranger.
En janvier 2021, neuf jours avant la fin de son mandat de président des États-Unis, Donald Trump impose de nouveau des sanctions contre Cuba, celle-ci déjà durement touchée par le renforcement de l'embargo américain en pleine pandémie de coronavirus se voit classée comme terroriste, un classement que le président Obama avait retiré en 2015. Pour le gouvernement cubain et le think-tank américain Washington Office on Latin America (Wola), il s'agit d'« opportunisme politique ».
Le ministre des affaires étrangères de Cuba estime que l'embargo imposé par Donald Trump aura coûté 20 milliards de $US à Cuba.
En février 2021, plus de 300 personnalités cubaines résidant à l’étranger demandent la fin de la répression dans l'île et la libération des prisonniers politiques, comme préalable à toute avancée de Washington vers une normalisation de ses relations avec Cuba. Parmi les signataires, Camila Lobon et Héctor Luis Valdés sont membres du mouvement 27N; d’autres sont des opposants historiques comme José Daniel Ferrer et Rosa María Payá ou l'historien cubain Rafael Rojas .
À la suite des manifestations du 11 juillet 2021 à Cuba, Miguel Diaz-Canel demande à ses partisans de défendre la Révolution dans la rue et accuse les États-Unis d'être à l'origine de cette contestation,. Il met également en avant le rôle des sanctions renforcées depuis le mandat de Donald Trump, asphyxiant le pays. Joe Biden appelle « le régime cubain à entendre son peuple » et son « appel vibrant à la liberté ». Il propose d'aider la population en envoyant de façon importante des doses de vaccin anti-Covid, puisque le régime cubain a refusé d'adhérer au dispositif COVAX. Il offre également l'aide des États-Unis pour rétablir internet. Le président mexicain Andres Manuel Lopez Obrador réagit à ses échanges en proposant d'envoyer de l'aide humanitaire tout en proclamant que l'ingérence n'a aucune place à avoir. Des sanctions symboliques sont prises par les États-Unis contre le ministre de la défense cubain Álvaro López Miera et contre une unité spéciale anti-manifestation, gelant leurs accès et leurs avoirs financiers aux États-Unis.
En mai 2022, l’administration Biden allège toutefois modérément certaines restrictions, facilitant notamment les voyages vers l’île et les transferts d’argent de particuliers. L’instauration d’une politique d’ouverture demeure un sujet difficile aux États-Unis, en raison de la présence d’un grand nombre d’immigrés d’origine cubaine fortement opposés à de telles avancées.
En janvier 2025, Joe Biden enlève à la toute fin de son mandat Cuba de la liste des États soutenant le terrorisme. Donald Trump quelques jours à après sa réélection remet Cuba sur la liste des États soutenant le terrorisme, et rétablit ses sanctions contre plusieurs entités cubaines.

## Motivations de l'embargo
De nombreux observateurs de Cuba accusent son gouvernement de violations répétées des droits de l'homme, tandis que d'autres affirment que celui-ci a fait davantage pour le développement des droits humains, à Cuba et à l'étranger, qu'aucun autre pays (c'est le cas de Adolfo Pérez Esquivel). Ainsi, le rédacteur en chef du journal Le Monde Bertrand Le Gendre écrit-il : « les prémices [du castrisme] portaient pourtant en germe une vérité déprimante : le castrisme est un totalitarisme ». Ils reprochent aussi à Fidel Castro de contrôler son gouvernement grâce au contrôle qu'il exerce sur l'armée et d'avoir réprimé sévèrement les opposants au régime. Ainsi, selon l'ouvrage controversé Le Livre noir du communisme, sur une population de 11 millions d'habitants, plus de 100 000 Cubains ont connu depuis 1959 les camps et les prisons en raison de leurs opinions, et de 15 000 à 17 000 personnes ont été fusillées. Pour crédibiliser son livre Stéphane Courtois a tenu à préciser sur des plateaux télévisés que deux pays communistes n'avaient pas pratiqué la terreur : Cuba et le Nicaragua. Pour les États-Unis et une partie des anti-castristes, l'embargo est la réplique à apporter aux violations des droits de l'homme dont ils accusent l'État cubain. Les défenseurs de Cuba répliquent que les États-Unis n'ont pas eu le même souci de la défense des droits de l'homme dans les autres pays d'Amérique latine également soumis à la dictature (Argentine, Brésil, Chili, etc.).
En 1960, Lester D. Mallory, alors sous-secrétaire d'État assistant aux Affaires inter-américaines des États-Unis, écrivit dans un mémorandum que la seule façon de renverser Castro était de provoquer « la faim et le désespoir » parmi les Cubains, afin de les pousser à « renverser le gouvernement », soutenu par « la majorité des Cubains ». Il déclare que, dans cet objectif, le gouvernement américain doit utiliser « tous les moyens possibles pour miner la vie économique de Cuba ».
Reporters sans frontières ajoute que « Cuba tient toujours son rang de deuxième prison du monde pour les journalistes ». Le département d'État américain pointe des violations des droits de l'homme dans de nombreux domaines à Cuba, mais note qu'elles sont difficiles à documenter du fait qu'aucune association ne peut travailler à Cuba sans être reconnue par le gouvernement de l'île. D'après des sources officielles cubaines, 75 personnes que le département d'État américain appelle « activistes des droits de l'homme » furent arrêtées en mars 2003, puis condamnées pour avoir, d'après les chefs d'accusation, « nui à la souveraineté de l’État national au profit d’une puissance étrangère », et reçu de l'argent du gouvernement américain pour cela. 14 d'entre elles furent relâchés à fin 2004. En juin 2004, des membres de l'Union européenne imposèrent des mesures de restriction envers Cuba. Ces restrictions furent levées en janvier 2005 dans un effort pour réengager le régime à poursuivre la politique européenne encourageant les reformes tout en préparant la transition. À la mort de Fidel Castro une responsable d'Amnesty International affirma qu'il était impossible de présenter une liste de prisonniers politiques à faire libérer du fait que les violations des droits de l'homme ne relevaient à Cuba que de gardes à vue abusives ou d'emprisonnements temporaires de trois mois, sans chef d'inculpation.
Le gouvernement cubain contrevient à la liberté de culte en favorisant les communautés religieuses qui sont membres du Conseil des Églises cubaines et que ces communautés religieuses n'ont pas libre accès à la presse. Les groupes non enregistrés sont en butte à différents degrés d'interférences et de répression officielle[réf. nécessaire].
Les partisans du blocus sont majoritaires parmi les exilés cubains de Floride. Cette communauté, forte d'1,5 million d'habitants, vivant majoritairement dans la région de Miami, bénéficie d'une influence politique certaine sur les choix de Washington.

## Effets de l'embargo

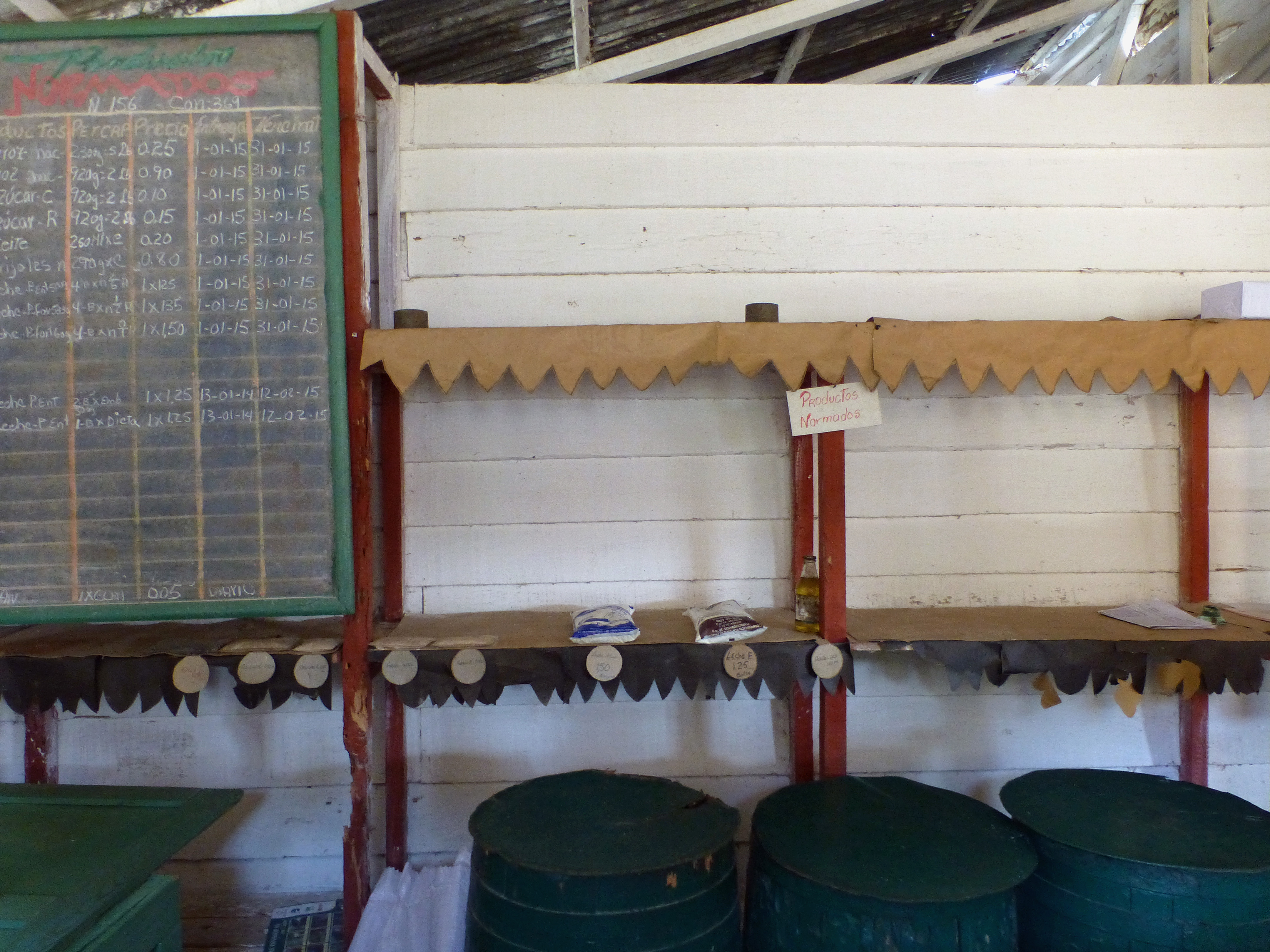
Étagères dégarnies dans un petit magasin de la vallée de Viñales (janvier 2015)

La réglementation de contrôle sur les actifs cubains (Cuban Assets Control Regulations) impose des restrictions sur les importations et les exportations entre Cuba et les États-Unis (cadeaux en nature ou en argent inclus) et sur les autres transactions avec Cuba ou avec des ressortissants cubains. Elle impose un gel total des actifs cubains et des transactions financières entre l'île et les États-Unis. Elle restreint enfin le voyage vers Cuba. En 2004, les restrictions sont toujours en place et sont mises en œuvre par le Service de contrôle des actifs étrangers du Trésor (Office of Foreign Assets Control). Des peines de prison d'au plus dix années de réclusion sont prévues en cas de non-respect de l'embargo et l'amende peut atteindre un million de dollars pour les entreprises et 250 000 dollars pour les particuliers.
En 1958, les États-Unis représentaient 67 % des exportations cubaines et 70 % de ses importations. De son côté, Cuba représentait 3 % des exportations américaines et 4 % de ses importations, plaçant l'île à la septième place pour les exportations et les importations. Dès les premières années de l'embargo, le commerce officiel entre les deux pays a été totalement éliminé.
Le gouvernement cubain évalue l'effet total de l'embargo à 70 milliards de dollars réduisant la croissance, en prenant en compte les revenus issus des exportations perdues, les coûts supplémentaires des importations (l'île aurait pu acheter des produits américains moins chers). De son côté, la Commission du commerce international des États-Unis estime une perte annuelle de 1,2 milliard de dollars pour les exportateurs. Néanmoins, l'embargo a eu un effet limité sur Cuba durant les premières décennies car l'île bénéficiait du soutien de l'Union soviétique et des pays du CAEM qui lui fournissaient carburant, biens de consommation et subventions en échange de sucre et de nickel. Pour la seule année 1980, Cuba reçut environ 6 milliards. Cuba avait aussi accès aux marchés des pays soviétiques pour exporter ses produits (principalement le sucre et le nickel).
Une des manifestations les plus visibles de l'embargo est la quasi-absence d'automobiles dans les rues de La Havane, la capitale.
En entraînant un arrêt de son soutien économique à Cuba, l'effondrement du bloc de l'Est en 1989 et de l'Union soviétique deux ans plus tard a révélé l'impact des effets de l'embargo américain : cet arrêt a été rapidement suivi par une crise économique à Cuba.
Cuba a dès lors diversifié ses relations commerciales avec le reste du monde. Malgré les difficultés créées par l'embargo dans les années 1990, Cuba ne s'est pas effondré, comme le supposaient certaines conjectures formulées lors de la fin de l'Union soviétique.
En 1999, les exportations officielles américaines vers l'île s'élèvent à 4,7 milliards de dollars, constituées principalement d'aide médicale et d'autres dons caritatifs. Cuba est 180e sur 180 dans la liste des importateurs de produits agricoles américains en 2000. À la suite des allègements des sanctions depuis 2000, Cuba est 138e en 2001, 45e en 2002 et autour de la 33e place en 2003.
En 2012, on a demandé à un groupe d'experts économiques de l'Initiative on Global Markets de la Chicago Booth School of Business s'ils étaient d'accord ou non avec le fait que « la faible croissance du revenu par habitant de Cuba — 1,2 pour cent par an depuis 1960 - a plus à voir avec les propres politiques économiques de Cuba qu'avec l'embargo américain sur le commerce et le tourisme." Le sondage a révélé que 30 % des experts économiques étaient "tout à fait d'accord" avec la déclaration, 48 % "d'accord", 5 % étaient "incertains", 0 % "en désaccord" ou "fortement en désaccord" avec la déclaration, 5% étaient sans opinion et 13% n'ont pas répondu.

### Commerce entre les deux nations
Le 30 mai 2007, selon le directeur général d'Alimport (Cuban Food Imports Company), Pedro Alvarez, le volume total du commerce américano-cubain a atteint 2,4 milliards de dollars et l'importation de produits agricoles a atteint 7,8 millions de tonnes, incluant le riz, les haricots, le maïs, les céréales, les œufs et le poulet.
Les États-Unis sont le troisième fournisseur de Cuba avec 11 % des importations en 2006. En 1998, le président américain Bill Clinton déclara que Cuba n’était plus une menace pour les États-Unis et assouplit l’embargo. Depuis 2001, à la suite de l'allègement de l'embargo, les sociétés américaines peuvent vendre certains produits agroalimentaires et des médicaments à Cuba. La plupart des importations agroalimentaires à Cuba viennent des États-Unis. Le gouvernement américain a autorisé la mise en vente aux États-Unis de deux vaccins élaborés à Cuba, devenu un grand exportateur de médicaments génériques. Washington possède une Section d’intérêts des États-Unis à La Havane. Enfin, les Cubains exilés en Floride envoient sur l'île des Remesas, c'est-à-dire de l'argent sous forme de mandats. Après avoir été légalisé comme les autres monnaies étrangères en août 1993, le dollar américain a été interdit de nouveau en 2004.
Le département de la Défense des États-Unis a, durant l’année fiscale 2011, effectué pour 1,9 million de dollars d'achat à Cuba.

## Critiques

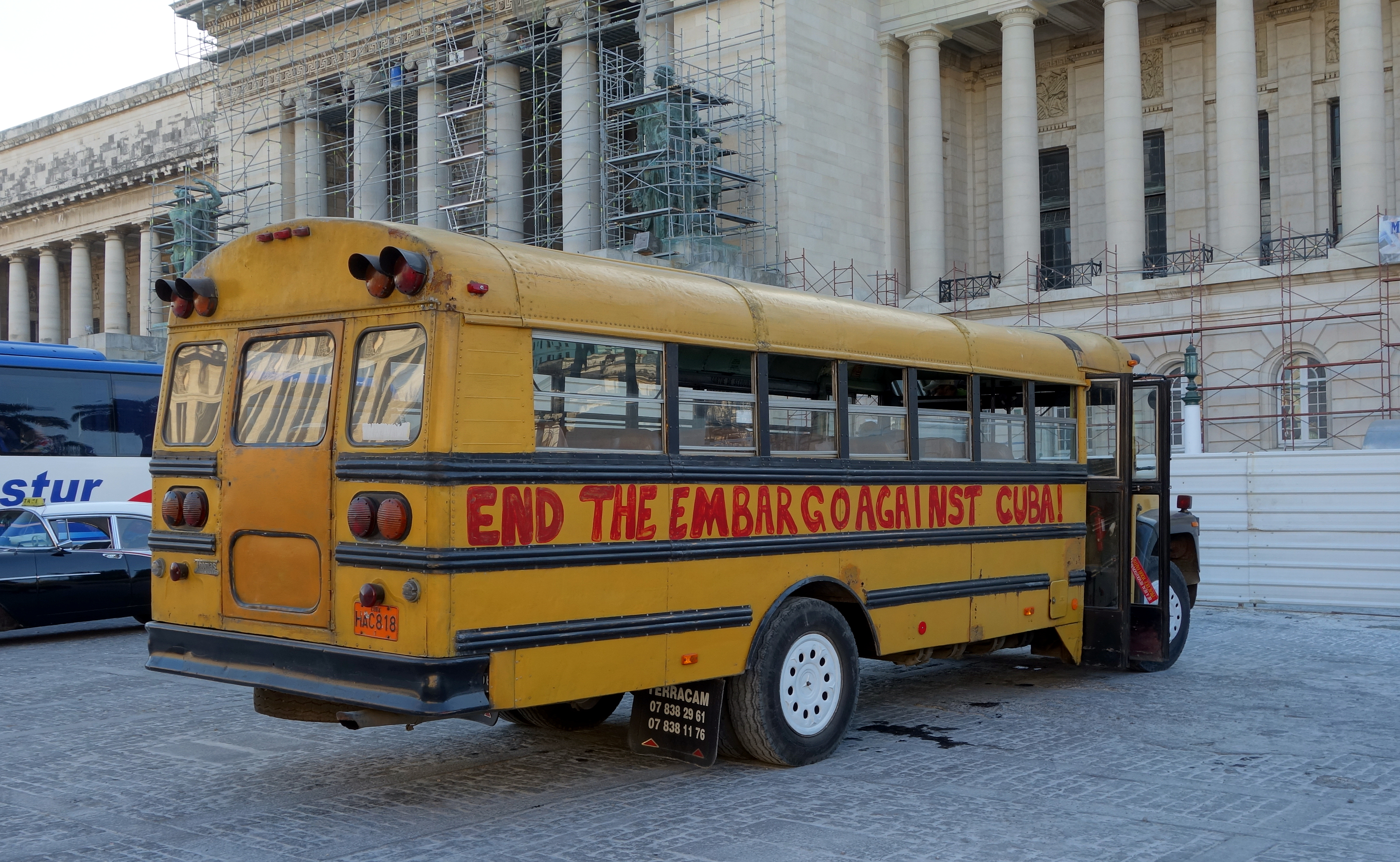
Un bus à La Havane portant un slogan contre l'embargo

De nombreuses voix dans la communauté internationale s'élèvent contre cet embargo. Ainsi à l'Assemblée générale des Nations unies, de nombreuses résolutions proposant aux États-Unis de cesser leur embargo sur Cuba ont été votées, à une très large majorité. En juin 2021, seuls deux États, les États-Unis et Israël, sur plus de 190 ont voté contre la résolution demandant la fin totale de l'embargo.
| Année | Date        | Pour | Contre | Abstention | Votant contre                             |
| ----- | ----------- | ---- | ------ | ---------- | ----------------------------------------- |
| 1992  | 24 novembre | 59   | 2      | 71         | États-Unis, Israël                        |
| 1993  | 3 novembre  | 88   | 4      | 57         | États-Unis, Israël, Albanie, Paraguay     |
| 1994  | 26 octobre  | 101  | 2      | 48         | États-Unis, Israël                        |
| 1995  | 2 novembre  | 117  | 3      | 38         | États-Unis, Israël, Ouzbékistan           |
| 1996  | 12 novembre | 138  | 3      | 25         | États-Unis, Israël, Ouzbékistan           |
| 1997  | Octobre     | 143  | 3      | 17         | États-Unis, Israël, Ouzbékistan           |
| 1998  | Octobre     | 157  | 2      | 12         | États-Unis, Israël                        |
| 1999  | Novembre    | 155  | 2      | 8          | États-Unis, Israël                        |
| 2000  | Novembre    | 167  | 3      | 4          | États-Unis, Israël, Îles Marshall         |
| 2001  | Novembre    | 167  | 3      | 3          | États-Unis, Israël, Îles Marshall         |
| 2002  | Novembre    | 173  | 3      | 4          | États-Unis, Israël, Îles Marshall         |
| 2003  | Novembre    | 179  | 3      | 2          | États-Unis, Israël, Îles Marshall         |
| 2004  | Octobre     | 179  | 4      | 1          | États-Unis, Israël, Îles Marshall, Palaos |
| 2005  | Novembre    | 182  | 4      | 1          | États-Unis, Israël, Îles Marshall, Palaos |
| 2007  | Octobre     | 184  | 4      | 1          | États-Unis, Israël, Îles Marshall, Palaos |
| 2009  | Octobre     | 187  | 3      | 2          | États-Unis, Israël, Palaos                |
| 2011  | Octobre     | 186  | 2      | 3          | États-Unis, Israël                        |
| 2012  | Novembre    | 188  | 3      | 2          | États-Unis, Israël, Palaos                |
| 2013  | Octobre     | 188  | 2      | 5          | États-Unis, Israël                        |
| 2015  | Octobre     | 191  | 2      | 0          | États-Unis, Israël                        |
| 2016  | Octobre     | 191  | 0      | 2          |                                           |
| 2017  | Novembre    | 191  | 2      | 0          | États-Unis, Israël                        |
| 2018  | Novembre    | 189  | 2      | 0          | États-Unis, Israël                        |
| 2019  | Novembre    | 187  | 3      | 2          | États-Unis, Israël, Brésil                |
| 2021  | Juin        | 184  | 2      | 3          | États-Unis, Israël                        |
| 2023  | Novembre    | 187  | 2      | 1          | États-Unis, Israël                        |

Le Brésil change de position avec l'arrivée au pouvoir du président d’extrême droite de Jair Bolsonaro, et vote en 2019 en faveur du maintien de l'embargo.
De nombreux intellectuels et personnalités réclament l'abandon de cet embargo. On citera notamment :
- Ramsey Clark (ex-secrétaire à la Justice des États-Unis) : « Le gouvernement des États-Unis est seul, défiant la volonté des nations du monde, dans la mise en œuvre de ce crime contre l'humanité. Il agit dans l'intérêt d'une poignée de groupes économiques qui veulent s'approprier les richesses de Cuba et appauvrir le peuple cubain dont la révolution apporta la santé, les libéra de la misère et apporta aussi une éducation universelle partagée avec les pauvres de la planète. Cessez cette honte », Ramsey Clark on the Fiftieth Anniversary of the Universal Declaration of Human Rights.
- Alice Walker (Pasteurs pour la Paix – États-Unis) : « De ce pays [les États-Unis] gonflé de richesses matérielles et intellectuellement misérable, où il y a tant de sans-abris et d'affamés, j'ai pu admirer la lutte de Cuba pour partager ses maigres ressources afin que chacun puisse retrouver sa dignité. Cuba est admiré dans le monde entier parce que les cubains ont démontré un amour, un engagement et un sens du sacrifice pour tout ce qui – les êtres comme la planète – est opprimé, pour tout ce qui souffre. Aujourd'hui, à l'heure où souffre à son tour Cuba, il est temps d'agir ».
- José Saramago, Prix Nobel de littérature 1998 : « S’il est au monde un pays, ou il est véritablement possible d’être humain, Cuba est ce pays. Bien qu’elle soit passée par toutes sortes de bouleversements, de circonstances implacablement négatives, depuis la domination coloniale jusqu’aux harcèlements qu’elle subit aujourd’hui, l’histoire cubaine garde une racine intacte, que l’on ne peut arracher et qui toujours continue de fleurir. Pour cette raison, je dis que Cuba est un état d’esprit. Que l’on peut être Cubain sans être né à Cuba. Et qu’en ce sens, je suis Cubain ».

De même l'ONG, Reporters sans frontières est intervenue en 2010 sur l'embargo des États-Unis contre Cuba et demande que « soit levé l'embargo absurde imposé à l'île depuis 1962 par les États-Unis ».
Face à ces critiques largement partagées par l'opinion publique mondiale, comme le prouvent les votes à l'ONU, l'État américain, par l'intermédiaire de son représentant à l'assemblée générale des Nations unies déclare que « Cuba affirme que les sanctions économiques imposées par les États-Unis au Gouvernement cubain causent de sérieux préjudices au peuple cubain. En fait, […] la politique commerciale des États-Unis à l’égard de Cuba est soigneusement étudiée pour permettre aux Cubains d’accéder aux denrées alimentaires et aux secours humanitaires tout en limitant la capacité du Gouvernement répressif de Cuba à tirer parti de son contrôle autoritaire de l’économie cubaine pour consolider son pouvoir. […] De fait, les Américains restent les principaux pourvoyeurs d’aide humanitaire au peuple cubain. En 2007, ils ont donné 240,5 millions de dollars au titre de l’aide humanitaire privée. […] À la suite des dégâts causés par l’ouragan Ike, le Gouvernement des États-Unis a mis en réserve 200 000 dollars supplémentaires pour les organisations non gouvernementales de secours et a réaffirmé notre offre de fournir une équipe d’évaluation humanitaire. Encore une fois, le Gouvernement cubain a rejeté notre offre ».